# Mudasasi, Mudigere
Mudasasi là một làng thuộc tehsil Mudigere, huyện Chikmagalur, bang Karnataka, Ấn Độ.